# Draco spilopterus
Draco spilopterus là một loài thằn lằn trong họ Agamidae. Loài này được Wiegmann mô tả khoa học đầu tiên năm 1834.